# ピッパ・マン
ピッパ・マン（Pippa Mann、1983年8月11日 - ）はイギリス出身の女性レーシングドライバーである。

## 人物
- 2003年にイギリスのフォーミュラ・ルノーで本格的デビュー[1]を果たし、2007年にフォーミュラ・ルノー3.5で女性初のレーサーとなる[1]。
- 2010年にインディ・ライツ（2010 Indy Lights season）に出場、第12戦のケンタッキー・スピードウェイで初優勝を飾り、最終的にランキング5位となった[2]。2011年10月16日インディカー・シリーズの最終戦で事故で火傷を負い緊急入院、翌日退院となった[3]。
- 2011年にインディアナポリス500マイルレースに初出場、以後2013年にデイル・コイン・レーシングに加入し[4]、2014年も同チームより参戦。2019年まで8回インディ500に出場した[5]。

## 戦歴

### インディ500
| 年     | シャシー | エンジン | スタート | フィニッシュ | チーム                     |
| ------ | -------- | -------- | -------- | ------------ | -------------------------- |
| 2011年 | ダラーラ | ホンダ   | 31       | 20           | Conquest Racing            |
| 2013年 | ダラーラ | ホンダ   | 30       | 30           | デイル・コイン・レーシング |
| 2014年 | ダラーラ | ホンダ   | 22       | 24           | デイル・コイン・レーシング |
| 2015年 | ダラーラ | ホンダ   | 25       | 22           | デイル・コイン・レーシング |
| 2016年 | ダラーラ | ホンダ   | 25       | 18           | デイル・コイン・レーシング |
| 2017年 | ダラーラ | ホンダ   | 28       | 17           | デイル・コイン・レーシング |
| 2018年 | ダラーラ | ホンダ   | 34       | DNQ          | デイル・コイン・レーシング |
| 2019年 | ダラーラ | シボレー | 30       | 16           | Clauson-Marshall Racing    |